# Eumelea gravidata
Eumelea gravidata är en fjärilsart som beskrevs av Fabricius 1794. Eumelea gravidata ingår i släktet Eumelea och familjen mätare. Inga underarter finns listade i Catalogue of Life.